# Centro histórico de Ouro Preto
La ciudad histórica de Ouro Preto se sitúa en el estado de Minas Gerais, Brasil. Fue fundada por medio de la unión de arrabales, fundados por bandeirantes, en 1711.
La ciudad de Ouro Preto fue el primer lugar brasileño considerado Patrimonio de la Humanidad por la Unesco, en el año 1980. Anteriormente ya estaba declarada como patrimonio del Estado en 1933 y como monumento nacional en 1938.
Los principales monumentos de Ouro Preto son:
- Iglesia matriz de Nuestra Señora del Pilar (Nossa Senhora do Pilar);
- Iglesia de San Francisco de Asís (São Francisco de Assis);
- Iglesia de Nuestra Señora del Rosario de los Hombres Negros [pt] (Nossa Senhora do Rosário);
- Iglesia Matriz de Nuestra Señora de la Concepción de Antônio Dias [pt] (Nossa Senhora da Conceição);
- Iglesia de Nuestra Señora del Carmen [pt] (Nossa Senhora do Carmo);
- Museo da Inconfidência [pt] (antigua cámara municipal y cárcel);
- Teatro Municipal.